# Paranagnia afra
Paranagnia afra är en insektsart som först beskrevs av Stsl 1866.  Paranagnia afra ingår i släktet Paranagnia och familjen Dictyopharidae. Inga underarter finns listade i Catalogue of Life.